# Te Boelaerpark
Het Te Boelaerpark - ook geschreven: "Te Boelaarpark" - vormt een van de stadsparken van Antwerpen en beslaat 16 hectare. Het is gelegen in district Borgerhout extra muros tussen de Gitschotellei en de Arthur Matthyslaan. "Boe" komt van boek dat hier naar beuk verwijst en "laar" of "lare" is een oud woord voor een open plek in een bos.

## Beschrijving
Oppervlakte 16 hectare.
Het park is een aantrekkelijke groene oase die sterk gericht is op de recreant, met sportgazons, ligweiden en een speeltuin. Het uitgebreide padennetwerk trekt veel wandelaars, joggers en fietsers aan.
In het park vindt men oude indrukwekkende bomen, onder andere Libanonceders, paardenkastanjes, Amerikaanse eiken, moeraseiken, zomereiken,beuken en een grote magnolia.

## Geschiedenis
Al in 1385 wordt ter plaatse een hoeve vermeld als  't Goet Te Boelaer. Het domein werd gestaag uitgebreid en het landgoed met kasteel was eeuwenlang een buitenverblijf voor adellijke families of rijke kooplieden. Het ging in de loop der eeuwen over in verschillende handen en werd in 1912 eigendom van de toenmalige gemeente Borgerhout dat het van Deurne over kocht. Dit gebeurde ten tijde van het burgemeesterschap van Karel De Preter.
Het oude kasteel werd erg beschadigd tijdens de twee wereldoorlogen. Enkele gebouwen zijn nog een tijd als school gebruikt, maar later werd een nieuwe school (een beetje in de stijl van het oude kasteel) gebouwd. De kasteelruïne werd in 1979 afgebroken en stond op de plaats waar nu de sierfontein ligt. In het begin van de jaren vijftig was er sprake van een gedeeltelijke verkaveling van het park, maar dit project kon tegengehouden worden. Het "Cogelspaviljoen" is een paviljoen en is het enige gebouwtje dat nog overblijft van het kasteel in het park. Het is herhaaldelijk deels gerestaureerd, maar wegens aanhoudend vandalisme is het sinds ongeveer 2015 volledig afgesloten en wordt enkel nog gebruikt om te schuilen voor de regen.
Omstreeks de jaren 1960 werd het park intensief gebruikt als "tentoonstellingsruimte" voor auto-evenementen, zoals rally's doorheen rond het gebied

## Beheer
Naast typische parkelementen met het oog op recreatie en schoonheidsbeleving, heeft het domein beperkte bosgedeelten met beuk, Amerikaanse en zomereik. De kruidlaag is meestal zwak ontwikkeld, behalve in de (moeilijker toegankelijke) hoeken. Kleinbladige klimop, bosanemoon, boshyacint, salomonszegel, speenkruid en bostulp  (zeldzaam) geven een indicatie voor oudere bosbodems.
Er bestaat voor het parkgebied een beheerplan, maar de uitvoering ervan verloopt niet vlot. Dat heeft veel te maken met de elkaar doorkruisende bevoegde overheden: stedelijke groendienst, district, diensten (sport, cultuur, groen). Er worden periodiek evenementen georganiseerd, zoals food-truck-festivals, die ook, zij het tijdelijk, druk leggen op het park.

## Monument
In park staat een monument uitgevoerd door beeldhouwster May Claerhout ter ere van Willem De Meyer. Een voorstel uit 2008 van het toenmalige kartel sp.a-Spirit-Groen! in de districtsraad van Borgerhout om voor de heraanleg van het park het monument af te breken werd onder druk van protest terug ingetrokken. Wat er uiteindelijk met het beeld zal gebeuren ligt nu in handen van de Antwerpse commissie Beeld in de Stad. 

## Speeltuin
In 2016 werd er door de stad Antwerpen 200.000 euro vrijgemaakt voor een nieuwe speeltuin in het park. Uit een ontwerpwedstrijd kwam het bedrijf Playful Landscaping naar voren.

## Externe links

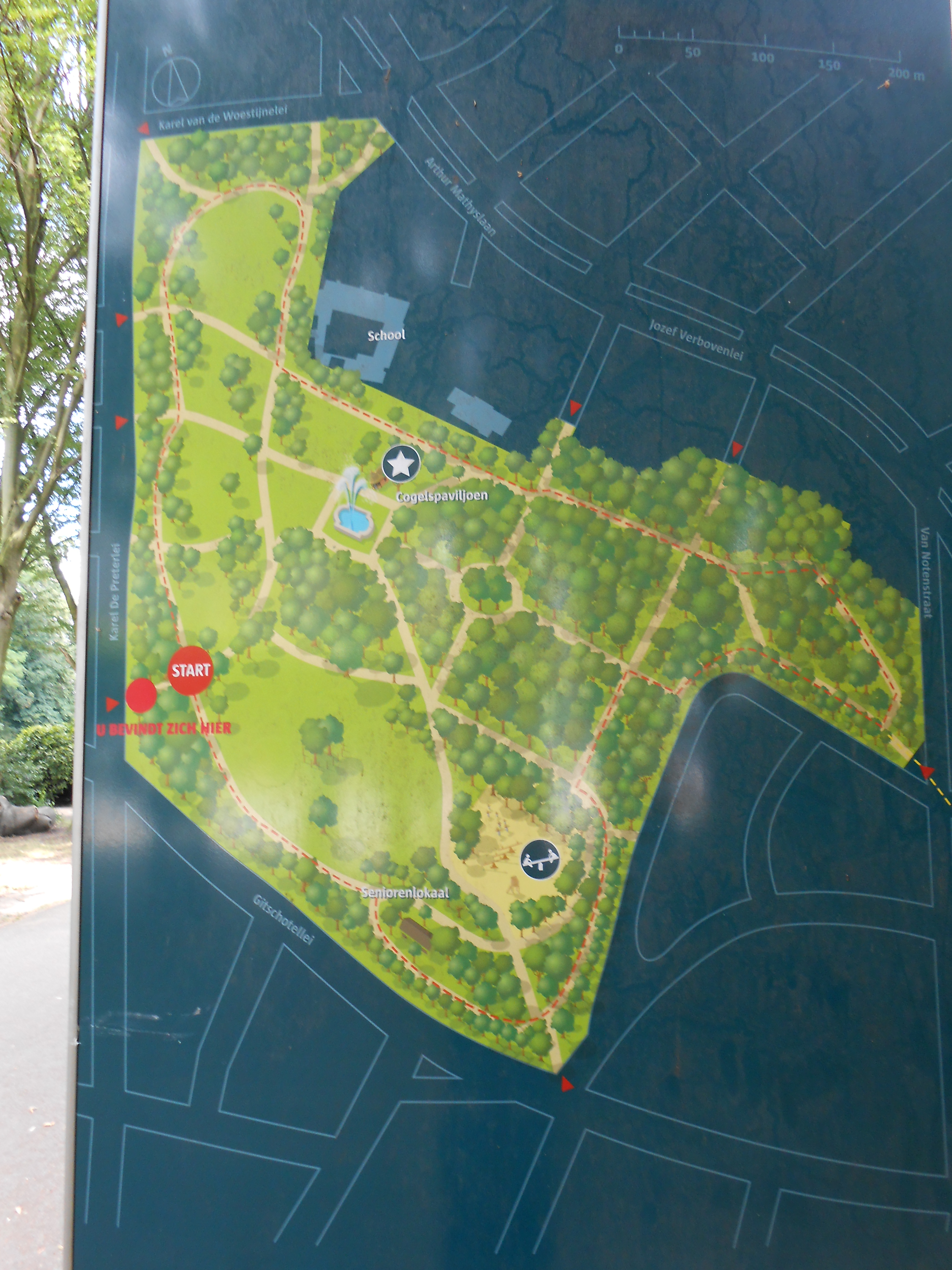
Grondplan
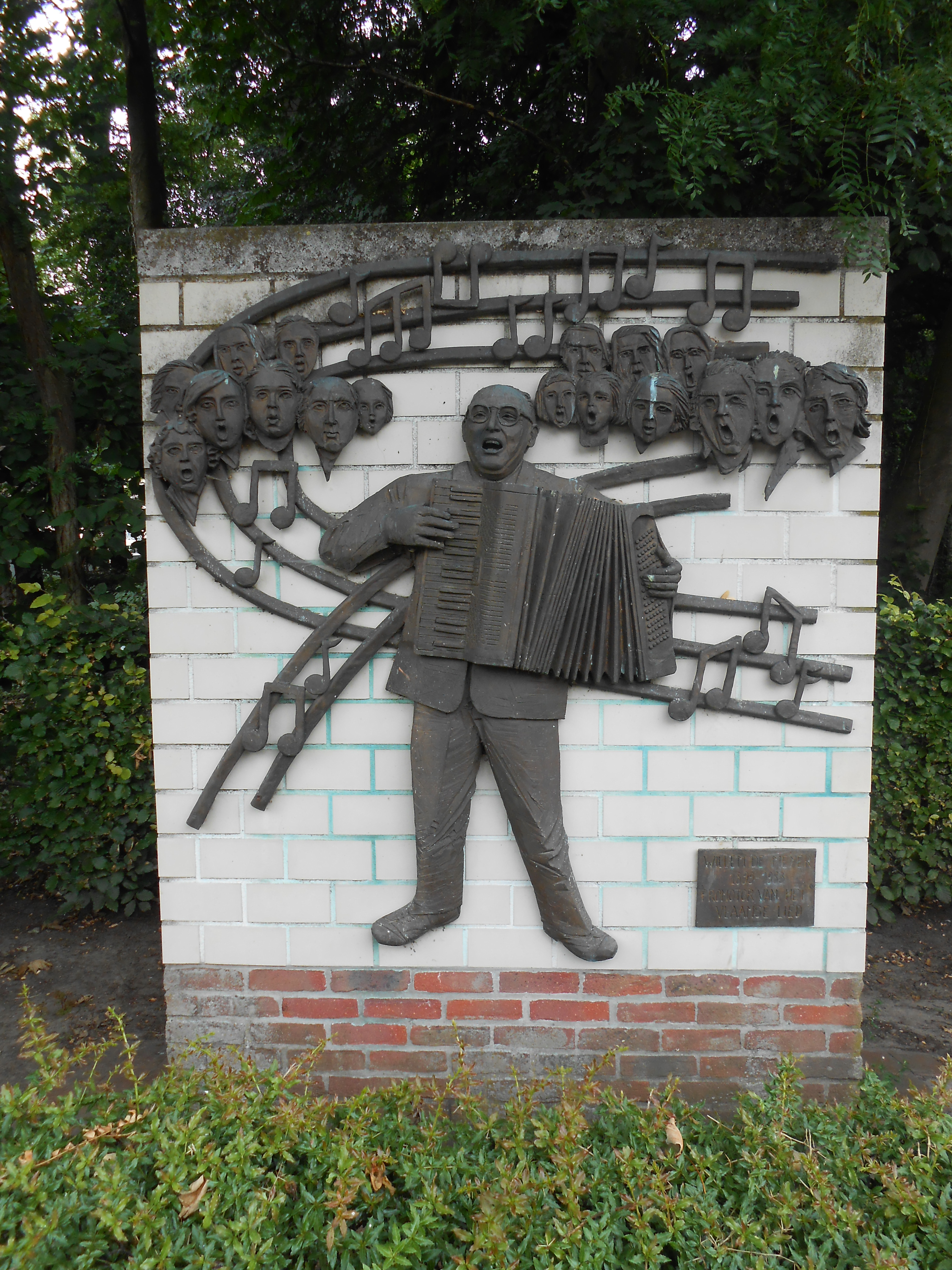
Monument Willem De Meyer
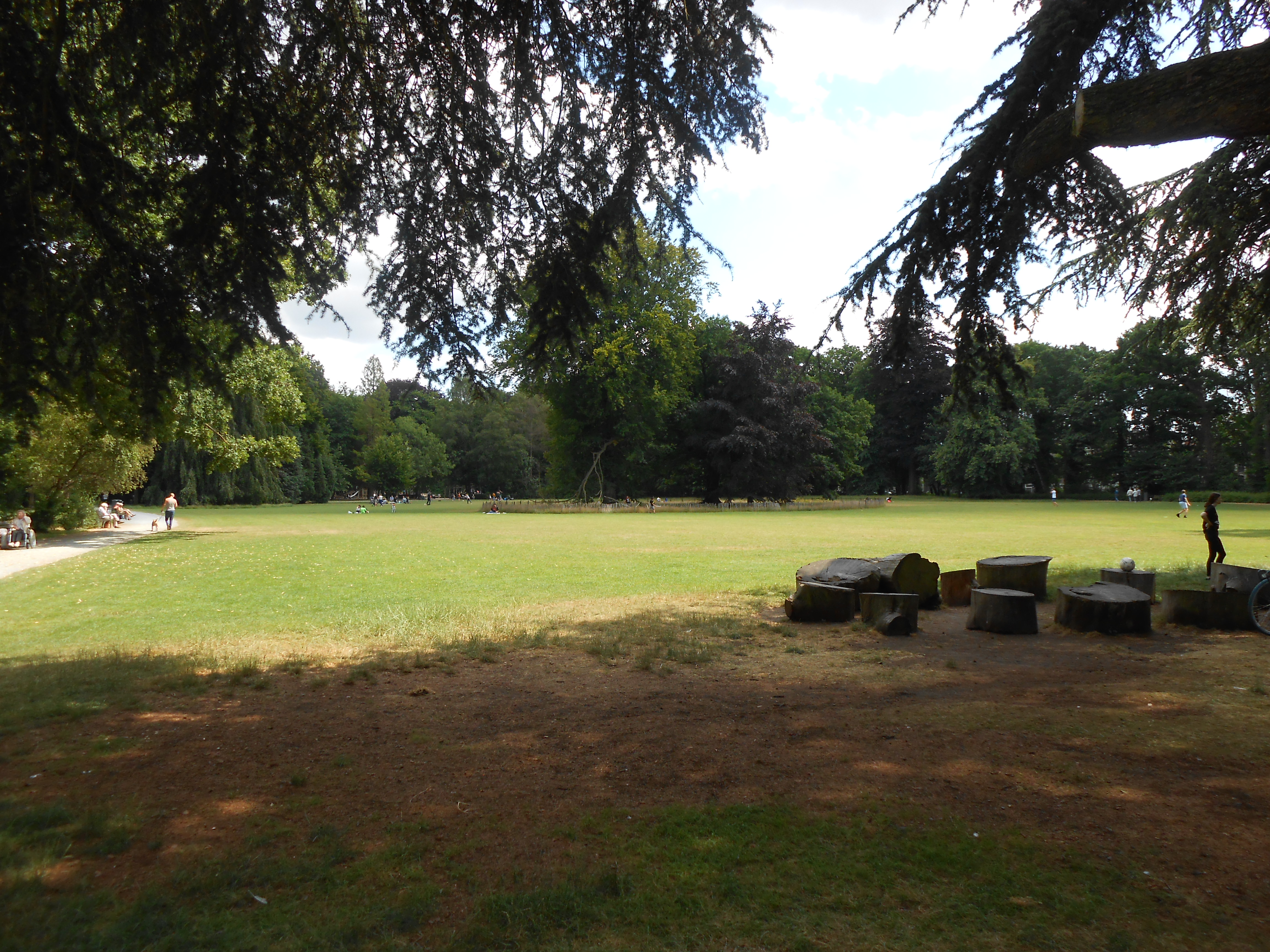
Ligweide
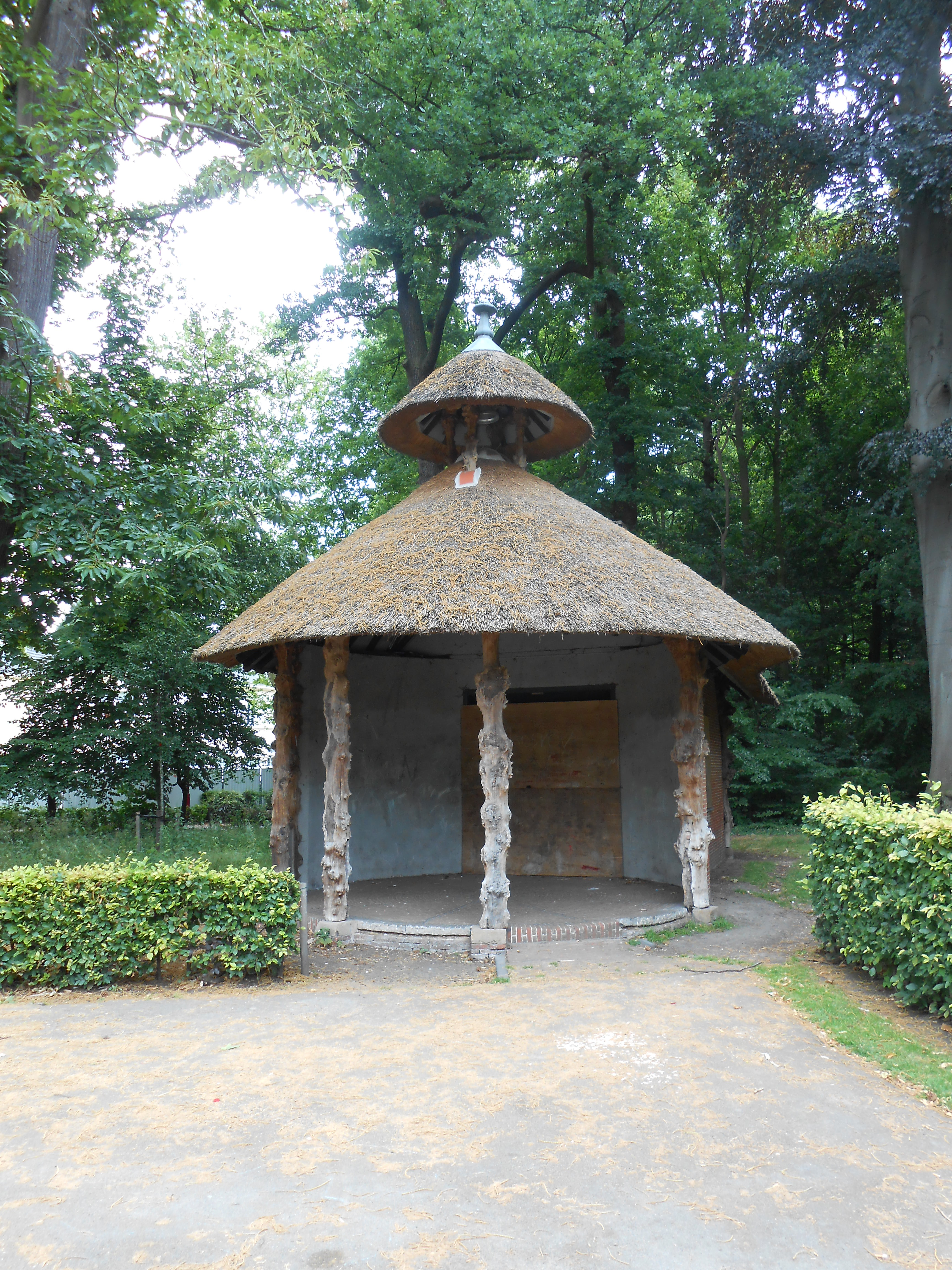
Cogelspaviljoen